# Nucleo lenticolare
In neuroanatomia, il nucleo lenticolare è una struttura costituita da putamen e globo pallido, entrambi componenti dei gangli della base.
I gangli (o nuclei) della base sono formazioni sottocorticali di sostanza grigia situate profondamente negli emisferi cerebrali e comprendono anche il nucleo caudato, il nucleus accumbens, il nucleo subtalamico e la sostanza nera. Essi sono fondamentali per il controllo del movimento rappresentando, in particolare, la componente più rilevante del sistema extrapiramidale. 
Il nucleo lenticolare è dunque scomponibile in due porzioni: una più esterna, di colore più intenso e denominata putamen, e una interna più chiara che prende il nome di globo pallido. Le due strutture sono separate dalla lamina midollare laterale, mentre un'ulteriore lamina (lamina midollare mediale) sepimenta il globo pallido in una porzione interna ed una esterna.
Nel suo insieme, il nucleo lenticolare è separato medialmente, attraverso la capsula interna, dalla porzione laterale del talamo, mentre i suoi confini laterali sono dati dalla capsula esterna che lo separa dal claustro.
Data la forma che l'insieme di globo pallido e putamen assume in sezione trasversale, spesso si è utilizzato il termine di nucleo lenticolare per sottolineare la similitudine con una lente biconvessa o con una lenticchia. Questa analogia è in parte impropria, in quanto la formazione, considerata tridimensionalmente, somiglia piuttosto a un prisma a base triangolare. 
Oltre alla stretta contiguità topografica, le due strutture del nucleo lenticolare (globo pallido e putamen) non hanno altri elementi che ne giustifichino l'accomunamento, differendo profondamente per funzione, organizzazione morfologica e origine embriologica.